# Nintendo 2DS
Der Nintendo 2DS ist eine von Nintendo entwickelte Handheld-Konsole. Sie wurde im August 2013 für den 12. Oktober 2013 für Nordamerika, Europa, Australien und Neuseeland angekündigt. Er ist eine vereinfachte Version des Nintendo 3DS mit weitgehend identischer Hardware und Funktion. Auf die 3D-Funktionalität des 3DS wurde verzichtet. Für Software und Anwendungen des 3DS ist Kompatibilität gewährleistet.
Außerdem ist die Form und Stand-by-Funktion des 2DS verändert, da er sich nicht wie die anderen Modelle der DS-Serie einklappen lässt, sondern mit einem Schalter in den Stand-by-Modus versetzt wird. In diesem Modell wird ebenfalls eine Touchscreen-Flüssigkristallanzeige benutzt, die sich über beide Bildschirme zieht, allerdings von einem Balken getrennt wird (so entstehen zwei sichtbare Bildschirme). Das neue Modell des New Nintendo 2DS XL erschien am 28. Juli 2017 in Europa.

## Geschichte
Mit dem 2DS versprach Nintendo, eine „neue, einzigartige und andere“ Konsole zu schaffen, die laut Nintendo „mehr Leute […] ansprechen soll“. Ein Zielpunkt war es, die Konsole für einen niedrigeren Preis, als Alternative zum 3DS, zu verkaufen. In Nordamerika erreichte der 2DS einen Preis von 129,99 US-Dollar, im Vergleich zum Preis des 3DS, der in den Vereinigten Staaten für 169,99 Dollar verkauft wird. Laut dem Nintendo-Präsident der USA, Reggie Fils-Aimé, soll die Konsole eine jüngere Zielgruppe ansprechen, „insbesondere Kinder unter sieben Jahren“. 
Der Handheld erschien zunächst nicht in Japan. Am 25. Dezember 2015 wurde angekündigt, den 2DS in einer Spezialausführung am 27. Februar 2016 in Japan zu veröffentlichen.

## Rezeption
Rezensionen zu dem Nintendo 2DS waren gemischt. Ein Großteil der Kritiken fokussierte sich auf den Vergleich zwischen 2DS und 3DS, darunter weniger ansprechendes Design, die schlechtere Klangfarbe als der Nintendo 3DS und den mangelhaften Akku. Positiv empfing die Rezensenten allerdings die neue Form der Konsole, die besser in den Händen liegt und sich somit besser spielen lässt. Kritisiert wurde auch die fehlende Möglichkeit, den 2DS zuzuklappen. Diese Möglichkeit bestand vom Game Boy Advance SP über DS und DSi bis zum 3DS. Die Ausnahme ist der Game Boy Micro.